# Carlos Camps Burón
Carlos Camps Burón (3 de desembre de 1908,? - febrer de 1937, Madrid) fou un militar espanyol de l'arma de Cavalleria que, essent tinent, formà part del grup de militars anomenats Jinetes de Alcalá, que s'avalotaren contra el govern de la Segona República Espanyola el 1936 a Mallorca. Els primers mesos de la Guerra Civil participà en la formació de les milícies falangistes, en la repressió de membres i simpatitzants del Front Popular i en la defensa contra el desembarcament de Mallorca per part de tropes republicanes.
Era fill del militar Juan Camps de la Peña i de Purificación Burón Martín. El 1931 fou ascendit a alferes i el 1932 a tinent. El 1936 estava destinat al regiment de Caçadors de Villarrobledo, núm. 3.

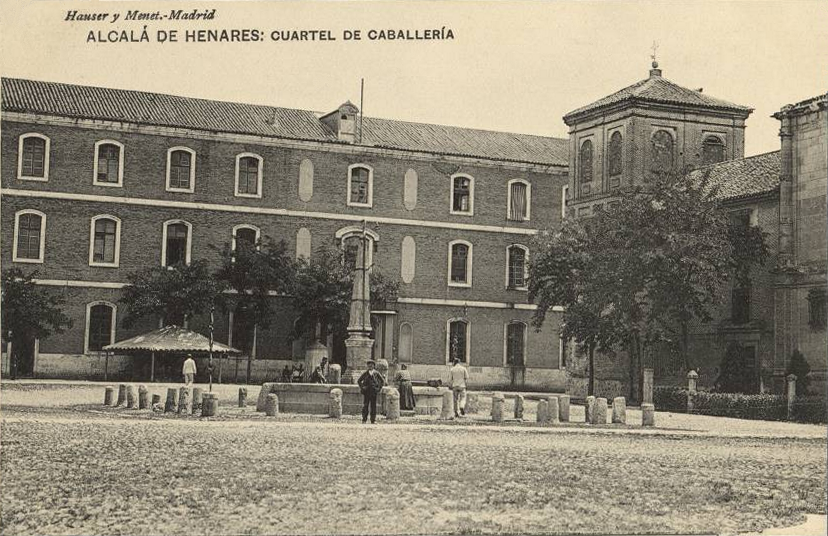
Quarter de Cavalleria del Príncep, dit de san Diego, a Alcalà de Henares, cap el 1912

Formà part dels anomenats Jinetes de Alcalá, un grup de militars de l'arma de Cavalleria adscrits als Regiments de Caçadors de Calatrava, núm. 2, i de Villarrobledo, núm. 3, destinats a Alcalá de Henares, que a finals de juny de 1936 foren confinats al castell de Sant Carles de Palma, Mallorca. El Govern de la Segona República aprofità uns greus incidents entre soldats i membres de partits d'esquerra per fer neteja de conspiradors d'ambdós regiments. Al castell de Sant Carles conegueren al cap de la Falange Española a Mallorca, Alfonso de Zayas, que també estava empresonat i que els posà amb contacte amb els militars que s'havien d'aixecar contra la República. Quan es produí el pronunciament militar del 18 de juliol de 1936, aquests militars es posaren a les ordres dels avalotats. Participà en la formació de les milícies falangistes, en la repressió de membres i simpatitzants del Front Popular (detencions il·legals, tortures i assassinats), i en la defensa contra el desembarcament de Mallorca, comandant la 1a secció de la 2a companyia del Tercio de Voluntarios Jaime I. Després d'uns mesos a Mallorca retornà a la península i morí el febrer de 1937 prop de Valdemoro (província de Madrid) durant els enfrontaments de la batalla del Jarama.